# Clásica de Almería 2012
La XXVIIº edición de la Clásica de Almería se disputó el domingo 26 de febrero de 2012, por un circuito por la provincia de Almería con inicio en Roquetas de Mar y final en Almería, sobre un trazado de 185,6 km.
La prueba perteneció al UCI Europe Tour 2011-2012 de los Circuitos Continentales UCI, dentro de la categoría 1.HC (máxima categoría de estos circuitos), ascendiendo una categoría más respecto a la edición del año anterior. Sin embargo, su disputa no estuvo asegurada hasta principios del mes de febrero. Debido a esa falta de apoyos en principio no se invitó al equipo local del Andalucía debido a que la Junta de Andalucía no quiso apoyar la prueba aunque finalmente si fue invitado a última hora.
Participaron 14 equipos. Los 2 equipos españoles de categoría UCI ProTour (Movistar Team y Euskaltel-Euskadi); los 2 de categoría Profesional Continental (Andalucía y Caja Rural); y 1 de categoría Continental (Burgos BH-Castilla y León). En cuanto a representación extranjera, estarán 9 equipos: los ProTour del Vacansoleil-DCM Pro Cycling Team, Team Garmin-Barracuda, Rabobank Cycling Team, Astana Pro Team y Lotto Belisol Team; y los Profesionales Continentales del Saur-Sojasun, Project 1t4i, Team NetApp y Topsport Vlaanderen-Mercator. Formando así un pelotón de 112 ciclistas aunque finalmente fueron 111 tras la baja de última hora de Leopold König (NetApp), con 8 corredores cada equipo (excepto el mencionado NetApp que salió con 7), de los que acabaron 98; aunque 82 de ellos dentro del "control".
El ganador final fue Michael Matthews tras ganar en el sprint a Borut Božič y Roger Kluge, respectivamente.
En las clasificaciones secundarias se impusieron Jurgen Van de Walle (montaña y sprints intermedios), Movistar (equipos) y Javier Moreno (andaluces).

## Clasificación final
| \| Posición \| Ciclista \| Equipo \| Tiempo \| \| -------- \| ----------------- \| ---------------- \| --------------- \| \| 1. \| Michael Matthews \| Rabobank \| 4 h 27 min 17 s \| \| 2. \| Borut Božič \| Astana \| m.t. \| \| 3. \| Roger Kluge \| Project 1t4i \| m.t. \| \| 4. \| Stéphane Poulhiès \| Saur-Sojasun \| m.t. \| \| 5. \| Francisco Ventoso \| Movistar \| m.t. \| \| 6. \| Pim Ligthart \| Vacansoleil-DCM \| m.t. \| \| 7. \| Giovanni Visconti \| Movistar \| m.t. \| \| 8. \| Michel Kreder \| Garmin-Barracuda \| m.t. \| \| 9. \| Daniel Schorn \| NetApp \| m.t. \| \| 10. \| Aitor Galdós \| Caja Rural \| m.t. \| |                   |                  |                 |
| Posición | Ciclista          | Equipo           | Tiempo          |
| 1. | Michael Matthews  | Rabobank         | 4 h 27 min 17 s |
| 2. | Borut Božič       | Astana           | m.t.            |
| 3. | Roger Kluge       | Project 1t4i     | m.t.            |
| 4. | Stéphane Poulhiès | Saur-Sojasun     | m.t.            |
| 5. | Francisco Ventoso | Movistar         | m.t.            |
| 6. | Pim Ligthart      | Vacansoleil-DCM  | m.t.            |
| 7. | Giovanni Visconti | Movistar         | m.t.            |
| 8. | Michel Kreder     | Garmin-Barracuda | m.t.            |
| 9. | Daniel Schorn     | NetApp           | m.t.            |
| 10. | Aitor Galdós      | Caja Rural       | m.t.            |